# Crystallaria
Crystallaria — рід окунеподібних риб родини Окуневі (Percidae).

## Види
В роді описано 2 види:
- Crystallaria asprella Jordan, 1878
- Crystallaria cincotta Welsh and Wood, 2008[1]

## Поширення
Вони знайдені в басейні річки Міссісіпі в штатах Огайо і Міннесоти і на півдні штату Міссісіпі, півночі Луїзіани і південному-сході Оклахоми. В даний час вони зникли з Огайо, Кентуккі, Індіани та Іллінойсу.